# Paca Blanco Díaz
Paca Blanco Díaz (Madrid, 13 de febrer de 1949) és una feminista, ecologista, antifeixista, antinuclear, anticapitalista i pensionista espanyola. Va ser una de les fundadores d'Ecologistes en Acció i forma part de la Plataforma d'Afectats per la Hipoteca, entre d'altres.

## Biografia
Francisca Blanco Díaz va néixer a Madrid el 13 de febrer del 1949. El seu pare va ser un pres polític republicà que va estar en un camp de concentració gairebé fins a morir. Quan va morir, ella tenia setze anys. Va treure's el graduat escolar quan ja era mare de cinc fills. Li hauria agradat anar a la universitat reglada, però no li va ser possible. Llegia molt. En la seva joventut anava a buscar llibres prohibits de Marx, Troski o Engels. Llegia i pensava en totes les injustícies que va patir el seu pare, i en allò que havia vist i patit ella mateixa als reformatoris. La capacitat de relacionar allò que llegia amb allò que veia al seu voltant és per a ella la base de la cultura. Ha viscut a diverses localitats espanyoles i va tenir una vida laboral "irregular", havent de treballar en el que va poder, sense mirar la qualitat del treball perquè havia de tirar els seus fills endavant.

### Trajectòria activista
Va ser una de les fundadores d'Ecologistes en Acció. Forma part del Moviment Ibèric Antinuclear, del Fòrum Extremeny Antinuclear i de la Plataforma Recuperar Valdecañas. Des de l'àrea d'energia d'Ecologistes en Acció imparteix xerrades sobre pobresa energètica i estalvi energètic a Madrid. Participa en el grup Gènere i energia, en la Plataforma per un Nou Model Energètic (Px1NME) i en la Xarxa de Dones per una Transició Energètica Ecofeminista.

#### Construcció il·legal de Valdecañas
L'any 2006, uns piragüistes van avisar amb una trucada a Ecologistes en Acció que el riu Tajo estava sec. Es van encendre les alarmes i es van assabentar que hi havia un projecte d'urbanització per a turistes, que va resultar ser, un ressort de luxe promogut pel constructor i promotor José María Gea. Blanco vivia a El Gordo, on era assequible viure i on ella i la seva parella van rehabilitar una casa amb les seves pròpies mans. En aquesta localitat van començar a construir il·legalment una urbanització que, com a coordinadora d'Ecologistes en Acció a Extremadura, havia de denunciar.
L'any 2007 Ecologistes en Acció va portar als tribunals la construcció il·legal del complex turístic de luxe Isla Marina de Valdecañas, a Extremadura, construït en un espai amb tres proteccions mediambientals (ZEPA, LIC i Xarxa Natura 2000). La Junta d'Extremadura, llavors presidida per Juan Carlos Rodríguez Ibarra, va aprovar un decret per poder construir a l'Illa de Valdecañas, com a Projecte d'Interès Regional (PIR).
L'any 2011, el Tribunal Superior de Justícia d'Extremadura els va donar la raó per considerar que la urbanització no comptava amb les condicions necessàries per ser un PIR, i en va ordenar l'enderrocament. La Junta va recórrer al Suprem. El 2011, persones de la cultura i representants de moviments socials van signar un manifest de solidaritat amb Blanco, davant del cúmul d'agressions sofertes amb la passivitat de les autoritats públiques. Blanco va abandonar el 2011 Extremadura a causa de la persecució i assetjament dels que va ser víctima des de l'any 2007 a la localitat on residia, per denunciar la construcció il·legal.
També el 2014, 2019 i 2022, diverses sentències van tornar a ordenar l'enderrocament d'un complex construït il·legalment i irregularment legalitzat.

#### Centrals nuclears d'Almaraz
Des d'Ecologistes en Acció Extremadura i la Plataforma Antinuclear Tancar Almaraz (PACA) van convocar des del 2008 marxes i concentracions per demanar el tancament de les centrals nuclears d'Almaraz I i II, ubicades a Càceres, el permís de funcionament de les quals expirava el 2010, però va ser ampliat vint anys més, malgrat les seves sistemàtiques avaries.

#### Plataforma d'Afectats per la Hipoteca
Després d'abandonar El Gordo, es va traslladar amb la parella a Madrid, a casa del seu fill que en aquell temps vivia al Brasil. L'habitatge pertanyia a l'Empresa Municipal de l'Habitatge i el Sòl de Madrid (EMVS). Des del 2015 està esperant que se'n reguli la situació i se li cobri un lloguer social. Al·leguen que li falta un requisit de tots allò que li exigeixen. Per això l'administració la considera una okupa. Ha tingut cura de la seva mare i de la seva filla fins que van morir i cuida el seu company amb càncer. Viuen amb la pensió de 600 €. Forma part de la Plataforma d'Afectats per la Hipoteca de Madrid (PAH).
Gràcies a estar a la PAH i la lluita energètica, he comprès que un habitatge digne no és només l'habitatge, són també els subministraments. L'energia és un dret, és imprescindible per desenvolupar la nostra vida, com l'aire, l'aigua o l'alimentació.

### Trajectòria política
L'any 2019 va ser candidata amb el número 12 a la llista electoral de la coalició electoral Esquerra Unida - Madrid En Pie Municipalista (IU-MpM) a les eleccions municipals de Madrid.

## Premis i reconeixements
- 2022: Un dels tres testimonis recollits al documental Historias del Poder y la Vida. Testimonios de lucha contra la corrupción urbanística y ambiental dirigit per Pablo Llorca i Manuel Ruíz.[17]
- 2020: Aparició a Fabricando Mujeres 2.0, documental realitzat per Al Borde Films per a SETEM Hego Haizea que aborda les violències masclistes presents en el consum capitalista.[18]